# Muzquizopteryx
Muzquizopteryx coahuilensis
Genre
Espèce
Muzquizopteryx est un genre fossile de ptérosaures du Crétacé supérieur découvert dans l'État de Coahuila, au Mexique. 
Le genre Muzquizopteryx est monotypique et son espèce type est Muzquizopteryx coahuilensis.

## Description
Muzquizopteryx était relativement petit pour un ptérosaure, avec une envergure d'environ 2 mètres. Il avait une tête allongée avec un profil supérieur convexe, se terminant à l'arrière de la tête en une crête arrondie courte pointant vers l'arrière. Les mâchoires étaient édentées. Les bras étaient très robustes avec l'humérus comportant une grande crête deltopectorale en forme de hache, indiquant une musculature forte des ailes. L'os ptéroïde était long et pointu vers le cou, soutenant une membrane de vol.

## Découverte et dénomination
Dans les années 1990, José Martínez Vásquez, un travailleur de la carrière de craie d'El Rosario, a découvert un squelette de ptérosaure. Il l'a remis à un fonctionnaire de la carrière, qui l'a fait coller sur la face d'un mur de bureau comme pièce décorative. Après que sa valeur scientifique unique ait été reconnue en 2002, le spécimen a été acquis par l'Universidad Nacional Autónoma de México. Par la suite, il a été étudié par une équipe combinée de l'Université de Karlsruhe et du Desert Museum et rapporté scientifiquement en 2004.
En 2006, l'espèce type et seule espèce Muzquizopteryx coahuilensis a été nommée et décrite par Eberhard Frey (d), Marie-Céline Buchy (d), Wolfgang Stinnesbeck (d), Arturo H. González-González (d) et Alfredo di Stefano,. Le nom générique est dérivé du district de Múzquiz et du grec ancien πτέρυξ, pteryx, « aile ». Le nom spécifique est dérivé de l’État de Coahuila.
Le genre Muzquizopteryx est basé sur l'holotype référencé UNAM IGM 8621, trouvé dans les couches El Rosario, datant du Coniacien ancien. Il se compose d'un squelette articulé presque complet qui comprend des restes de tissus mous, parmi lesquels de longs tendons fossilisés le long des deux côtés des deux avant-bras. Le spécimen représente un individu adulte.
En 2012, un deuxième spécimen a été signalé, MUDE CPC-494, à nouveau découvert par un travailleur de la carrière, peut-être sur le même site, et vendu à un collectionneur privé. Il a ensuite été acquis par le Museo del Desierto Saltillo. Il se compose de l'aile supérieure droite d'un individu subadulte, avec environ 81% de la longueur de l'holotype. Comme sa provenance est probablement de couches légèrement plus anciennes, du Turonien supérieur, et que les vestiges sont limités, il n'a pas été attribué à l'espèce type et a été nommé Muzquizopteryx sp..

## Classification

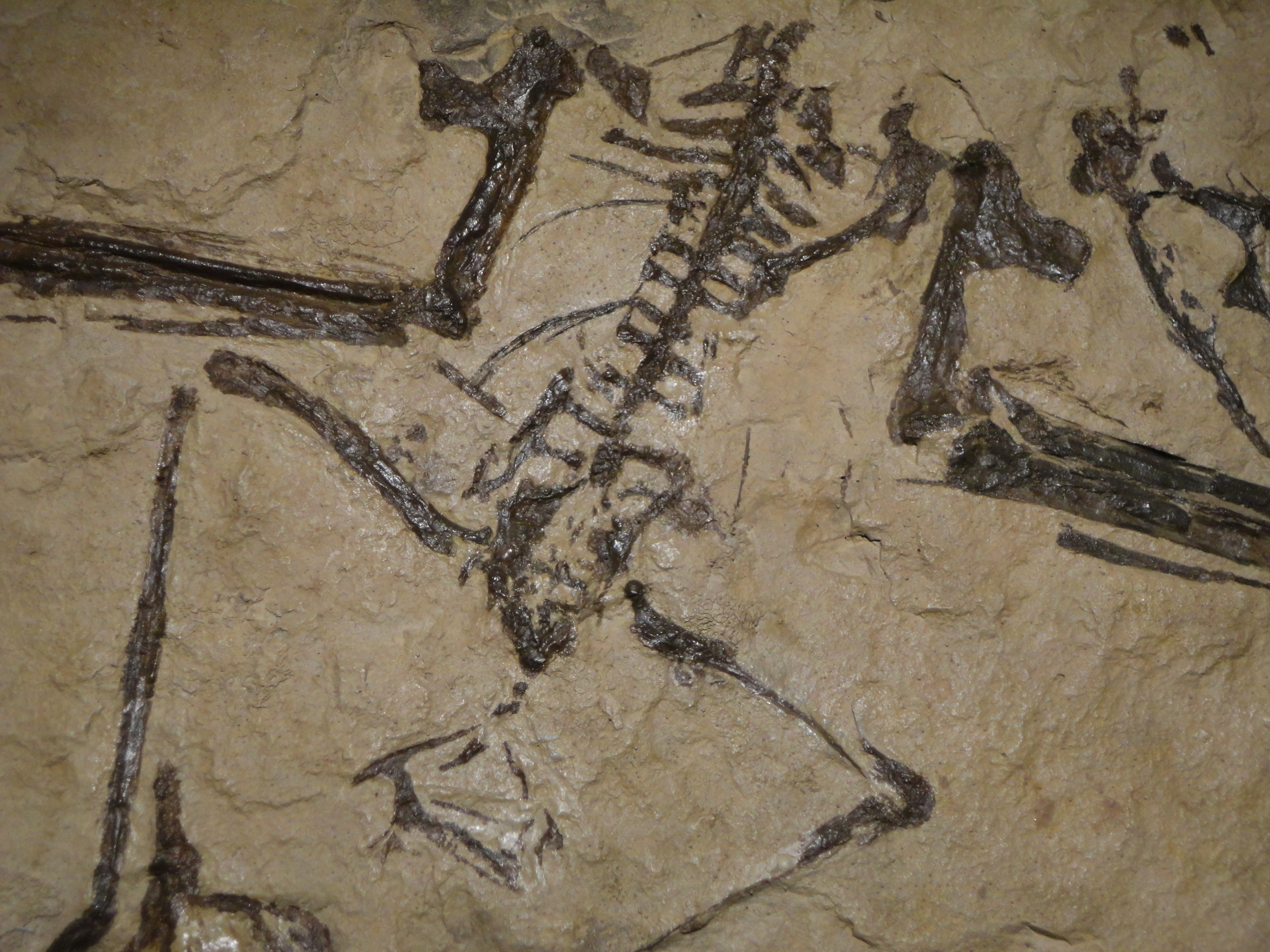
Muzquizopteryx coahuilensis

Muzquizopteryx a été attribué par ses descripteurs à la famille des Nyctosauridae. Ce serait alors le plus ancien membre connu du groupe et le plus petit connu ; en effet, le plus petit ptérosaure adulte du Crétacé supérieur découvert jusqu'en 2006. Comme Nyctosaurus est parfois inclus avec les Pteranodontidae, Muzquizopteryx pourrait également être considéré comme un membre de ce groupe dans certaines classifications.